# 西德妮·庫克斯
西德妮·查理絲·庫克斯（1998年11月15日—）為美國女子籃球運動員，現效力於中国女子篮球联赛赣州赣星。

## 早年
庫克斯出生於威斯康辛州基诺沙，從幼稚園開始打籃球，七年級時收到來自普渡大學的籃球獎學金。2016年5月，庫克斯當選U18美青女籃賽國手，庫克斯以場均10.6分、7.8籃板的表現助隊奪金。11月15日，2017年梯次ESPN HoopGurlz排名第五名的庫克斯在18歲生日當天宣布大學選擇就讀密歇根州立大学，庫克斯此前總計收到超過20份大學獎學金。2017年1月15日，庫克斯獲選參加麥當勞高中全明星賽，庫克斯在該屆賽事出賽19分鐘，攻下9分。3月30日，庫克斯被美聯社評選為威斯康辛州年度最佳女子籃球運動員。
2019年4月，就讀密歇根州立大学兩年的庫克斯決定離開校隊。2019年5月，庫克斯轉學到密西西比州立大学，但因為NCAA轉學規定而缺席2019-20賽季。2019年7月，庫克斯代表美國參加世大運女籃賽，最終美國隊收下銀牌。2021年3月，庫克斯決定5月從密西西比州立大学取得政治學學位以後，到其他學校攻讀法律學位。2021年4月，薛顿贺尔大学宣布庫克斯降臨該校，由於COVID-19疫情關係，庫克斯能代表薛顿贺尔大学出賽兩年。庫克斯在薛顿贺尔大学攻讀公共行政碩士學位。

## 職業生涯
2023年9月，庫克斯加盟奧布拉斯。2024年1月，庫克斯被安德烈亞·阿基諾頂替。2024年3月，女子超級籃球聯賽國泰人壽引進庫克斯作為球隊在第19季WSBL的外籍球員，庫克斯代表國泰人壽出賽9場，場均貢獻11.9分、5.4籃板。2024年10月，庫克斯加盟中国女子篮球联赛赣州赣星。

## 外部連結
- 西德妮·庫克斯在fiba.basketball（英语）
- 西德妮·庫克斯在archive.fiba.com（存檔）（英语）
- 西德妮·庫克斯在fiba3x3.com（英语）
- 西德妮·庫克斯在Sports-Reference.com（NCAA）（英语）
- 西德妮·庫克斯在Eurobasket.com（球員）（英语）